# Класична механіка
Класична механіка — розділ фізики, який вивчає рух на основі законів Ньютона та принципу відносності Галілея. Тому її часто називають «Ньютоновою механікою».
Класичну механіку використовують, якщо можна знехтувати квантовими та релятивістськими ефектами.
Класичну механіку поділяють на:
- кінематику, яка вивчає рух тіл, не беручи до уваги сили.
- динаміку, яка вивчає рух тіл під дією сил.
- статику, тобто фізику тіл у спокої (вивчає питання їхньої рівноваги).

Об'єкти, які вивчаються механікою, називають механічними системами. Завданням механіки є вивчення властивостей механічних систем, зокрема їхньої еволюції в часі.
Базовими поняттями класичної механіки є поняття сили, маси та руху. Маса в класичній механіці визначається як міра інертності, тобто здатності тіла до збереження стану спокою або рівномірного прямолінійного руху за відсутності дії на нього сил. З іншого боку, сили, які діють на тіло, змінюють стан його руху, викликаючи прискорення. Взаємодія цих двох ефектів і є головною темою механіки Ньютона.
Іншими важливими поняттями цього розділу фізики є енергія, імпульс, момент імпульсу, які можуть передаватись між об'єктами в процесі взаємодії. Енергія механічної системи складається з її кінетичної (енергії руху) та потенціальної (залежної від положення тіла відносно інших тіл) енергій. Щодо цих фізичних величин діють фундаментальні закони збереження.

## Історія

### Сходження до вершин
Основи класичної механіки заклали Галілео Галілей, а також Миколай Коперник і Йоганн Кеплер при вивченні закономірностей руху небесних тіл, і довший час механіка і фізика розглядалися в контексті опису астрономічних подій.
У своїх роботах Коперник відзначав, що обчислення закономірностей руху небесних тіл може бути значно спрощено, якщо відійти від принципів, закладених Арістотелем, і вважати Сонце, а не Землю, відправною точкою для таких обчислень, тобто здійснити перехід від геоцентричної до геліоцентричної систем.
Ідеї геліоцентричної системи далі були формалізовані Кеплером в його трьох законах руху небесних тіл. Зокрема, другий закон Кеплера стверджує, що всі планети сонячної системи рухаються еліптичними орбітами, що мають одним зі своїх фокусів Сонце.
Наступний важливий вклад в підвалини класичної механіки був здійснений Галілеєм, який, досліджуючи фундаментальні закономірності механічного руху тіл, зокрема під впливом сил земного тяжіння, сформулював п'ять універсальних законів руху.
Але все ж лаври основного фундатора класичної механіки належать Ісаакові Ньютону, який у своїй роботі «Математичні начала натуральної філософії» здійснив синтез тих понять з фізики механічного руху, які були сформульовані його попередниками. Ньютон сформулював три фундаментальні закони руху, які були названі його іменем, а також закон всесвітнього тяжіння, який підводив риску під дослідженнями Галілеєм явища вільного падіння тіл.
Таким чином, була створена нова, на заміну застарілій Арістотелевій, картина світу та базових його законів.

### Розвиток теоретичної механіки
Надалі, твердо спираючись на основу, закладену законами Ньютона, механіка розвивала методи розв'язування дедалі ширшого кола задач, зокрема задач прикладного значення, що описують рух тіл у навколишньому світі. Були розглянуті задачі обертання тіл і запроваджені поняття кутової швидкості, моменту інерції та моменту імпульсу. Розгляд задач про рух тіл з накладеними на них обмеженнями (в'язями) дозволив запровадити поняття сил реакції.
Завдяки працям Леонарда Ейлера, Жозефа-Луї Лагранжа, Жана д'Аламбера та інших був зроблений наступний важливий крок у вивченні механічних систем — показано, що знаходження траєкторії руху зводиться до задачі оптимізації певного функціоналу, який отримав назву дії. Основні рівняння цього підходу, рівняння Лагранжа, цілком аналогічні другому рівнянню Ньютона, але дозволяють отримувати розв'язок широкого кола задач легше, вимагаючи, однак, більшого обсягу знань. Усе це започаткувало розвиток теоретичної механіки.
У рамках теоретичної механіки Вільям Ровен Гамільтон запропонував ще одне формулювання законів механіки, яке отримало назву гамільтонової механіки. Підхід Гамільтона виявився особливо зручним для статистичної механіки, що розглядає механічні системи, які складаються з дуже великого числа частинок. На нього також спирається квантова механіка.
Математично вишуканим розділом теоретичної механіки є аналітична механіка, що розглядає задачі переходу від одних узагальнених змінних до інших й формулює ще одне загальне рівняння руху — рівняння Гамільтона — Якобі, а також робить такі узагальнення як теорема Ліувілля про збереження фазового об'єму. Теорема Нетер зв'язала між собою закони збереження та симетрію механічних систем.

### Розвиток механіки суцільних середовищ
Поряд із розвитком механіки матеріальних точок і тіл скінченного розміру, розвивалася також механіка суцільних середовищ, що дозволяє розв'язувати задачі деформації, течії рідин та газів, а також поширення хвиль, наприклад, звукових. В механіці суцільних середовищ використовуються поняття неперервних полів, де кожній точці середовища ставляться у відповідність певні значення змінних. Розвиток цієї теорії проходив у 18-19 століттях одночасно з розвитком векторного числення, розділу математики, що вивчає векторні поля. Закон Гука, що описує пружний відгук на деформацію, набрав елегантної тензорної форми. Було сформульоване основне рівняння течії рідин та газів — рівняння Нав'є — Стокса. Механіка суцільних середовищ продовжує розвиватися й у 21 столітті, оскільки вона пов'язана з розв'язанням важливих практичних задач стійкості споруд і конструкцій. Особливого значення набуває теорія руйнування матеріалів. Рівняння Нав'є-Стокса, що описує рух рідин, залишається викликом для математичних методів, оскільки надійні розв'язки можна отримати тільки для ламінарної течії, а не для турбулентної.

## Обмеження класичної механіки
Класична механіка дає точні результати для систем, які ми зустрічаємо в повсякденні. Але вони стають некоректними для систем, швидкість яких наближається до швидкості світла, де вона замінюється релятивістською механікою, або для дуже малих систем, де діють закони квантової механіки. Для систем, які поєднують обидві ці властивості, замість класичної механіки застосовується релятивістська квантова теорія поля. Для систем з дуже великою кількістю складових, або ступенів свободи, класична механіка також може бути адекватною, натомість використовуються методи статистичної механіки.
Класична механіка є широко вживаною, тому що вона, по-перше, набагато простіша та легша в застосуванні, ніж перелічені вище теорії, та, по-друге, має великі можливості для апроксимації і застосування для дуже широкого класу фізичних об'єктів, починаючи зі звичних, таких як дзиґа або м'яч, до великих астрономічних об'єктів (планети, галактики) та зовсім мікроскопічних (органічні молекули).
Хоча класична механіка є загалом сумісною з іншими «класичними» теоріями, такими як класична електродинаміка та термодинаміка, все ж існують деякі невідповідності між цими теоріями, які були знайдені наприкінці 19 століття. Вони можуть бути вирішені методами сучаснішої фізики. Зокрема, рівняння класичної електродинаміки неінваріантні відносно перетворень Галілея. Швидкість світла входить у них як константа, що означає, що класична електродинаміка і класична механіка могли б бути сумісними тільки в одній вибраній системі відліку, пов'язаній з ефіром. Однак, експериментальна перевірка не виявила існування ефіру, що призвело до створення спеціальної теорії відносності, в рамках якої рівняння механіки були модифіковані. Принципи класичної механіки також несумісні з деякими твердженнями класичної термодинаміки, що призводить до парадоксу Гіббза, згідно з яким неможливо точно встановити ентропію, та до ультрафіолетової катастрофи, в якій абсолютно чорне тіло повинно випромінювати нескінченну кількість енергії. Для подолання цих несумісностей була створена квантова механіка.

## Математичний апарат та загальні абстракції
Базовий математичний апарат класичної механіки — диференціальне та інтегральне числення, розроблене спеціально для цього Ньютоном та Лейбніцем. У класичному формулюванні механіка будується на трьох законах Ньютона.
Класична механіка використовує поняття абсолютного простору, до якого поміщено всі фізичні тіла, й абсолютного часу, незалежного від спостерігача. Вона також спирається на принцип далекодії, за яким дія одного тіла на інше передається моментально і не вимагає посередника.

## Основи теорії
Класична механіка використовує абстракцію матеріальної точки як тіла, розмірами якого можна знехтувати. Рух матеріальної точки визначається невеликою кількістю параметрів: положенням, масою та прикладеними до неї силами.
Насправді, розміри кожного тіла, з яким має справу класична механіка, не є нульовими. Частинки, які справді можна вважати матеріальними точками, такі як електрон, підкоряються законам квантової механіки. Тіла з ненульовими розмірами мають набагато складнішу поведінку, адже їхній внутрішній стан може змінюватись — наприклад, м'яч у русі може ще й обертатись. Все ж, до таких тіл можуть застосовуватися результати, отримані для матеріальних точок, якщо розглядати їх як сукупності з великої кількості зв'язаних матеріальних точок. Такі складні об'єкти можуть поводити себе як матеріальні точки, якщо їхні розміри несуттєві в масштабах конкретної фізичної задачі.
При описі обертання використовується інша зручна абстракція — абсолютно твердого тіла, тобто тіла, яке не деформується.

### Кінематика
Розділ класичної механіки, що називається кінематикою дає означення величин, яким описується рух тіла, зокрема матеріальної точки: положення, швидкості, прискорення.

#### Означення
Положення матеріальної точки визначається відносно фіксованої точки в просторі, яка називається початком координат. Воно може бути задано координатами цієї точки (наприклад, в декартовій системі координат) або радіус-вектором r, проведеним з початку координат в цю точку. В реальності, матеріальна точка може рухатись з плином часу, тому радіус-вектор в загальному випадку є функцією часу. В класичній механіці, на відміну від релятивістської, вважається, що плин часу є однаковим в усіх системах відліку.
Траєкторією називається сукупність усіх положень матеріальної точки, яка рухається. У загальному випадку вона є кривою лінією, вид якої залежить від характеру руху точки та обраної системи відліку.
Переміщення — це вектор, який з'єднує початкове та кінцеве положення матеріальної точки.
Швидкість, або відношення переміщення до часу, протягом якого воно відбувається, визначається як перша похідна від переміщення до часу:
{\displaystyle \mathbf {v} ={d\mathbf {r}  \over dt}}.
У класичній механіці, швидкості можна додавати та віднімати. Наприклад, якщо одна машина їде на захід зі швидкістю 60 км/год, та наздоганяє іншу, яка рухається в тому ж напрямку зі швидкістю 50 км/год, то відносно другої машини перша рухається на захід зі швидкістю {\displaystyle 60-50=10} км/год. Натомість з перспективи швидшої машини, повільніша рухається зі швидкістю 10 км/год на схід. Для визначення відносної швидкості у будь-якому випадку застосовуються правила векторної алгебри для додавання векторів швидкості.
Прискорення, або швидкість зміни швидкості — це похідна від швидкості по часу або друга похідна від переміщення до часу:
{\displaystyle \mathbf {a} ={d\mathbf {v}  \over dt}={d^{2}\mathbf {r}  \over dt^{2}}}.
Вектор прискорення може змінюватись як за величиною, так і за напрямом. Зокрема, якщо швидкість зменшується, то таке прискорення можна назвати уповільненням, але в фізиці прийнято будь-яку зміну швидкості називати прискоренням.

#### Задачі
| У випадку прямолінійного рівномірного руху вздовж осі x, що збігається з напрямком швидкості: {\displaystyle x(t)=x_{0}+vt}. У випадку рівноприскореного руху: {\displaystyle v(t)=v_{0}+at}, {\displaystyle x(t)=x_{0}+vt+{\frac {1}{2}}at^{2}}. |

Знаючи залежність швидкості матеріальної точки від часу та її положення в початковий момент часу, можна знайти її положення в довільний момент часу, що аналогічно розв'язку задачі про визначення траєкторії:
{\displaystyle \mathbf {r} (t)=\int _{t_{0}}^{t}\mathbf {v} (t^{\prime })dt^{\prime }}.
Аналогічно, знаючи залежність прискорення від часу і початкову швидкість, можна знайти швидкість у будь-який наступний момент часу:
{\displaystyle \mathbf {v} (t)=\int _{t_{0}}^{t}\mathbf {a} (t^{\prime })dt^{\prime }},
і, далі, скориставшись попередніми формулами, положення матеріальної точки в будь-який момент часу.

#### Обертання
| Залежність кута повороту від часу при одновісному рівномірному обертанні: {\displaystyle \varphi (t)=\varphi _{0}+\omega t}. |

Для опису обертання абсолютно твердого тіла використовують дві системи координат, одна з яких непорушна, а друга жорстко прив'язана до тіла, розглядають обертання однієї системи щодо іншої. Зручним способом задання положення однієї системи щодо іншої є кути Ейлера. Аналогами швидкості й прискорення для обертання є кутова швидкість і кутове прискорення. Кінематичні рівняння Ейлера задають співвідношення між компонентами вектора кутової швидкості та похідними від кутів Ейлера. Знаючи кутову швидкість можна знайти залежність кутів повороту від часу. Ця задача проста у випадку одновісного обертання, але доволі складна у разі обертання тривимірного несиметричного тіла. Формули Пуансо пов'язують положення ортів жорстко зв'язаної з тілом системи відліку з компонентами вектора кутової швидкості.

### Динаміка
| Задача опису руху матеріальної точки потребує визначення тієї сили, яка на неї діє. Наприклад, типовий вираз для сили тертя при русі тіла в газі або в рідині визначається таким чином: {\displaystyle \mathbf {F} _{\rm {R}}=-\lambda \mathbf {v} } де {\displaystyle \lambda } — деяка константа, яка зветься коефіцієнтом тертя. Після того, як визначені усі сили, на базі другого закону Ньютона може бути записане диференційне рівняння, яке зветься рівнянням руху. В нашому прикладі з лише однією силою, яка діє на частинку, отримаємо: {\displaystyle -\lambda \mathbf {v} =m\mathbf {a} =m{d\mathbf {v} \over dt}}. Проінтегрувавши, отримаємо: {\displaystyle \mathbf {v} =\mathbf {v} _{0}e^{-\lambda t/m}} де {\displaystyle \mathbf {v} _{0}} — початкова швидкість. Це означає, що швидкість руху об'єкта зменшується експоненціально до нуля. Цей вираз в свою чергу може бути знову проінтегрований для отримання виразу для радіус-вектора (положення) точки в залежності від часу. |

Основою класичної механіки є закони Ньютона. Другий закон Ньютона, який задає рівняння руху, стверджує, що прискорення матеріальної точки є прямо пропорційним силі, яка на неї діє, а вектор прискорення направлений уздовж лінії дії цієї сили. Іншими словами, цей закон пов'язує силу, яка діє на тіло з його масою та прискоренням.
Математично, другий закон Ньютона записується так:
{\displaystyle \mathbf {F} ={d(m\mathbf {v} ) \over dt}}.
Величина mv називається імпульсом. Зазвичай, маса m є незмінною в часі, і закон може бути переписаний в простішій формі:
{\displaystyle \mathbf {F} =m\mathbf {a} =m{\frac {d^{2}\mathbf {r} }{dt^{2}}}},
де а — прискорення.
Маса тіла m не завжди постійна з плином часу. Наприклад, маса ракети зменшується з використанням пального. За таких обставин, попереднє рівняння є некоректним, і має бути застосована загальна форма другого закону Ньютона.
Якщо на матеріальну точку діють декілька сил, всі вони додаються за правилами додавання векторів. Для механічної системи, що складається з кількох матеріальних точок друге рівняння Ньютона повинно бути записане для кожної з них.
Рівняння Ньютона є системою звичайних диференціальних рівнянь другого порядку, яка повністю визначає задачу про еволюцію механічної системи, тобто задачу про положення кожної з матеріальних точок, що входять до її складу, якщо визначені початкові положення точок та їхні початкові швидкості.

#### Динаміка обертання
Розглядаючи абсолютно тверде тіло як сукупність матеріальних точок, із другого закону Ньютона можна вивести рівняння руху для обертання тіла. Це рівняння за виглядом схоже на друге рівняння Ньютона, де прискорення треба замінити на кутове прискорення, масу на момент інерції, а силу на момент сили. Однак, момент інерції є тензорною величиною і рівняння руху набирає вигляду:
{\displaystyle M_{i}=\sum _{j}I_{ij}\epsilon _{j}},
де {\displaystyle M_{i}} — компоненти вектора моменту сили, {\displaystyle I_{ij}} — компоненти моменту інерції, а {\displaystyle \epsilon _{j}} — компоненти кутового прискорення.

#### Принцип Галілея
Рівняння руху класичної механіки задовольняють принцип відносності, тобто залишаються інваріантними, тобто мають однаковий вигляд, при переході від одної інерціальної системи відліку до іншої, що задається перетвореннями Галілея. При перетвореннях Галілея плин часу залишається незмінним в обох системах відліку, а просторові координати змінюються за законом:
{\displaystyle \mathbf {r} ^{\prime }=\mathbf {r} ^{\prime }+\mathbf {V} t},
де {\displaystyle \mathbf {V} } — відносна швидкість руху нової (штрихованої) системи відліку щодо старої. Перший закон Ньютона постулює існування інерціальних систем відліку. Справді, при таких перетвореннях похідна від швидкості, тобто прискорення, залишається незмінним, а сили, що діють на тіла, не залежать від системи відліку, і рівняння руху зберігають свою форму.
При розгляді руху в неінерціальних системах відліку, а іноді це доводиться робити, оскільки, наприклад, система відліку, пов'язана з Землею, обертається завдяки обертанню Землі навколо своєї осі, процедура розв'язання задач залишається такою самою, якщо вважати, що на тіла діють додаткові фіктивні сили інерції.

### Енергія
Аналіз рівнянь руху класичної механіки дозволяє ввести поняття роботи і енергії.
Якщо сила {\displaystyle \mathbf {F} } діє на матеріальну точку, яка в результаті цього змінює своє положення на {\displaystyle \delta \mathbf {r} }, то при цьому виконується робота, що дорівнює їхньому скалярному добутку:
{\displaystyle \delta A=\mathbf {F} \cdot \delta \mathbf {r} }.
Якщо маса тіла стала, то сумуючи роботи, які виконані всіма силами, з другого закону Ньютона випливає:
{\displaystyle \delta A_{\rm {total}}=\delta T\,},
де Т — кінетична енергія. Для матеріальної точки вона визначається як
{\displaystyle T={m|\mathbf {v} |^{2} \over 2}}.
Для складних систем, що складаються з багатьох матеріальних точок, кінетична енергія є сумою кінетичних енергій окремих матеріальних точок.
Особливий клас консервативних сил, потенціальні сили, можна виразити градієнтом певної скалярної функції, відомої як потенціальна енергія {\displaystyle V}:
{\displaystyle \mathbf {F} =-\nabla V}.
Для потенціальних сил вводять поняття повної механічної енергії, що дорівнює сумі кінетичної та потенціальної енергій:
{\displaystyle E=T+V}.
Зміна повної енергії при нескінченно малому переміщенні математичної точки {\displaystyle \delta \mathbf {r} } дорівнює роботі непотенціальних неконсервативних сил.
{\displaystyle \delta E=\mathbf {F} _{d}\cdot \delta \mathbf {r} }.

#### Закони збереження
Для замкнених механічних систем існують три загальні інтеграли руху, які називаються законами збереження.
Закон збереження імпульсу стверджує, що зберігається сумарний імпульс механічної системи:
{\displaystyle \sum _{i}\mathbf {p} _{i}=\sum _{i}m_{i}\mathbf {v} _{i}={\text{const}}}.
Закон збереження механічної енергії справедливий тоді, коли в системі відсутні неконсервативні сили, і має вигляд
{\displaystyle E=T+V={\text{const}}}.
У тому разі, коли на тіла діють неконсервативні сили, частина механічної енергії може перетворюватися в інші види енергії, наприклад у тепло. Врахування цих перетворень дозволяє сформулювати закон збереження енергії у загальній формі.
Закон збереження моменту імпульсу стверджує, що сумарний момент імпульсу всіх тіл ізольованої механічної системи, залишається сталим
{\displaystyle \sum _{i}\mathbf {r} _{i}\times \mathbf {p} _{i}={\text{const}}}.
Три закони збереження відповідають трьом типам симетрії механічних систем: однорідності простору, однорідності часу й ізотропності простору.

### Статика
| Умова рівноваги важеля: {\displaystyle F_{1}l_{1}=F_{2}l_{2}} |

Розділ класичної механіки, який називають статикою, розглядає такі механічні системи, в яких немає руху, хоча існують сили.
Відсутність руху зумовлена тим, що сили, які діють на механічні тіла зрівноважуються. Відсутність поступального руху вимагає рівності нулю суми всіх сил, що діють на тіло. Відсутність обертання вимагає рівності нулю суми моментів усіх сил, що діють на тіло.
{\displaystyle \sum _{i}\mathbf {F} _{i}=0}
{\displaystyle \sum _{i}\mathbf {r} _{i}\times \mathbf {F} _{i}=0}.
Рівновага між силами є також основним принципом при вивченні деформацій твердих тіл.

## Формалізми
Виходячи з законів Ньютона, побудовані альтернативні формулювання класичної механіки, які дозволяють використовувати потужні математичні методи.

### Механіка Лагранжа
Задачу про знаходження залежності координат механічної системи від часу можна переформулювати як задачу оптимізації функціоналу, що отримав назву дія. Наприклад, якщо механічна система еволюціонує від початкового стану з узагальненими координатами {\displaystyle q_{i0}} до кінцевого стану з координатами {\displaystyle q_{i1}}, що з усіх можливих функцій {\displaystyle q_{i}(t)} реалізуватиметься та, що відповідає мінімуму дії
{\displaystyle S=\int _{0}^{T}{\mathcal {L}}({\dot {q}}_{i}(t),q_{i}(t),t)dt},
де {\displaystyle S} — дія, а {\displaystyle {\mathcal {L}}({\dot {q}}_{i}(t),q_{i}(t),t)} — функція Лагранжа, що визначається як різниця кінетичної та потенціальної енергії:
{\displaystyle {\mathcal {L}}=T-V}.
Такий підхід має назву принципу найменшої дії. Узагальнені координати можуть бути декартовими координатами тіл механічної системи, а можуть бути, наприклад, кутами повороту абсолютно твердого тіла. Вони вибираються з міркувань зручності. Варіація дії щодо функцій {\displaystyle q_{i}(t)} дає рівняння Лагранжа — звичайні диференціальні рівняння другого порядку, аналогічні другому рівнянню Ньютона, але в зручнішій формі.

### Механіка Гамільтона
Систему звичайних диференціальних рівнянь першого порядку, аналогічну рівнянням Ньютона, можна отримати, якщо розглядати незалежними змінними узагальнені координати {\displaystyle q_{i}} та узагальнені імпульси {\displaystyle p_{i}}. Рівняння Гамільтона мають вигляд
{\displaystyle {\dot {p}}_{i}=-{\frac {\partial {\mathcal {H}}}{\partial q_{i}}}},
{\displaystyle {\dot {q}}_{i}={\frac {\partial {\mathcal {H}}}{\partial p_{i}}}},
де {\displaystyle {\mathcal {H}}=T+V} — функція Гамільтона, в якій як кінетична, так і потенціальна енергія виражені через узагальнені координати та імпульси. Якщо {\displaystyle q_{i}(t)} та {\displaystyle p_{i}(t)} задовольняють рівнянням Гамільтона, то функція Гамільтона дорівнює енергії.

## Механіка суцільних середовищ
Механіка суцільних середовищ, яка розглядає течію рідин та газів й деформації твердого тіла, будується на основі законів Ньютона. Суцільне середовище умовно розбивається на матеріальні точки, миттєве положення яких відповідає координатам у тривимірному просторі. Замість координат і швидкостей матеріальної точки використовуються поля зміщень і швидкостей, властивості середовища, такі як густина, теж описуються залежними від координат полями. При деформації або течії уявні матеріальні точки змінюють координати, а їхнє місце займають інші матеріальні точки.
При описі течії рідини у гідроаеромеханіці це призводить до зміни типу похідної по часу. Повна похідна по часу отримує додатковий член:
{\displaystyle {\frac {d}{dt}}={\frac {\partial }{\partial t}}+(\mathbf {v} \cdot \nabla )}.
При розгляді руху рідин та газів необхідно враховувати те, що в них можуть змінюватися густина, тиск і температура від точки до точки, і рівняння руху повинні бути доповнені рівняннями стану для відповідних середовищ. Основним рівнянням гідродинаміки для ідеальної, тобто нестисливої, рідини є рівняння Ейлера. Рівняння Нав'є — Стокса справедливе в загальному випадку.
Деформації у твердому тілі описуються векторним полем зміщень та тензором деформації. Відгук твердого тіла на деформацію описується тензором напружень. Зв'язок між цими величинами у випадку пружних деформацій задається законом Гука в загальній тензорній формі. Для розв'язання практичних задач знаходження пружних деформацій в твердих тілах, на які діють зовнішні сили, використовується принцип рівноваги: для того, щоб рух однієї частини твердого тіла щодо іншої припинився, необхідно, щоб сили, які діють на будь-який переріз твердого тіла з обох боків, були рівними між собою.
Механіка суцільних середовищ дозволяє також описати розповсюдження хвиль у суцільних середовищах та на поверхні розділу середовищ. До таких хвиль належить звук. Особливістю розповсюдження звуку в газах є те, що звукові коливання відбуваються швидше, ніж встановлюється теплова рівновага, тобто це адіабатичний процес. Як наслідок, необхідно враховувати локальні зміни температури у вузлах та пучностях хвилі.

## Важливі задачі класичної механіки
Першим великим успіхом класичної механіки було розв'язання задачі двох тіл, спираючись на яке Ньютон вивів закони Кеплера. Задача двох тіл й надалі залишається основою небесної механіки. Крім того вона важлива при розгляді розсіювання частинок, наприклад, для резерфордівського розсіяння.
Іншою важливою задачею класичної механіки є задача про малі коливання, найпростішим випадком яких є гармонічний осцилятор. У складніших випадках, малі коливання розбиваються на нормальні моди. Задача про математичний маятник є прикладом ангармонічних коливань. Розгляд вимушених коливань приводить до важливих фізичних ефектів, таких як резонанс, параметричний резонанс.
Задача руху зарядженої частинки в магнітному та електричних полях важлива не тільки для класичної механіки, а й для електродинаміки. Задача про рух тіла, кинутого під кутом, лежить в основі балістики, особливо доповнена врахуванням опору повітря, обертання тіла та Землі.